# لیبریا در المپیک تابستانی ۲۰۲۴
کاروان المپیکی لیبریا، یکی از کاروان‌های شرکت‌کننده در بازی‌های المپیک تابستانی ۲۰۲۴ بود. این دوره از بازی‌ها از ۲۶ ژوئیه تا ۱۱ اوت ۲۰۲۴ (۵ تا ۲۱ امرداد ۱۴۰۳ خورشیدی) به میزبانی پاریس، پایتخت فرانسه برگزار شد.
این حضور، پانزدهمین تجربه کاروان لیبریا در المپیک بود. این کاروان تاکنون موفق به کسب هیچ مدالی در المپیک نشده است. تمامی ورزشکاران لیبریا در این دوره در رشته دو و میدانی به رقابت پرداختند.

## شرکت‌کنندگان
فهرست زیر به اعضای این کاروان اشاره دارد.
| ورزش        | مردان | زنان | مجموع |
| ----------- | ----- | ---- | ----- |
| دو و میدانی | ۵     | ۳    | ۸     |
| مجموع       | ۵     | ۳    | ۸     |